# 保延
保延（1135年6月10日－1141年8月13日）是日本的年號之一。使用這個年號的天皇是崇德天皇，並由鳥羽上皇實施院政。

## 改元
- 長承四年四月二十七日（1135年6月10日）改元保延。
- 保延七年七月十日（1141年8月13日）改元永治。

## 出處
- 《昭明文選卷十一·魯靈光殿賦并序》：「永安寧以祉福，長與大漢而久存，實至尊之所御，保延壽而宜子孫。」

## 紀年、西曆、干支對照表
| 保延 | 元年   | 二年   | 三年   | 四年   | 五年   | 六年   | 七年   |
| 公元 | 1135年 | 1136年 | 1137年 | 1138年 | 1139年 | 1140年 | 1141年 |
| 干支 | 乙卯   | 丙辰   | 丁巳   | 戊午   | 己未   | 庚申   | 辛酉   |